# Carolei
Carolei est une commune de la province de Cosenza, dans la région de Calabre, en Italie.

## Administration
| Période                                  | Période  | Identité         | Étiquette | Qualité |
| ---------------------------------------- | -------- | ---------------- | --------- | ------- |
| 14 juin 2004                             | En cours | Umberto Silvagni | civica    |         |
| Les données manquantes sont à compléter. |          |                  |           |         |

### Hameaux
Vadue, Lacconi, Treti, Pantanolungo, Monache, Cardili, Deposito 

### Communes limitrophes
Dipignano, Domanico, Mendicino, Cosenza

## Personnalités nées à Carolei
- Alfonso Rendano (Carolei, 1853 – Rome, 1931), pianiste et compositeur.
- Tony Nardi, acteur canadien né en 1958.